# Ausztria az 1992. évi téli olimpiai játékokon
Ausztria a franciaországi Albertville-ben megrendezett 1992. évi téli olimpiai játékok egyik részt vevő nemzete volt. Az országot az olimpián 9 sportágban 58 sportoló képviselte, akik összesen 21 érmet szereztek.

## Érmesek
| Érem  | Versenyző                                                   | Sportág          | Versenyszám                |
| ----- | ----------------------------------------------------------- | ---------------- | -------------------------- |
| Arany | Patrick Ortlieb                                             | Alpesisí         | Férfi lesiklás             |
| Arany | Petra Kronberger                                            | Alpesisí         | Női műlesiklás             |
| Arany | Petra Kronberger                                            | Alpesisí         | Női összetett              |
| Arany | Ingo Appelt Harald Winkler Gerhard Haidacher Thomas Schroll | Bob              | Férfi négyes               |
| Arany | Ernst Vettori                                               | Síugrás          | Egyéni, normálsánc         |
| Arany | Doris Neuner                                                | Szánkó           | Női egyes                  |
| Ezüst | Anita Wachter                                               | Alpesisí         | Női szuperóriás-műlesiklás |
| Ezüst | Anita Wachter                                               | Alpesisí         | Női összetett              |
| Ezüst | Martin Höllwarth                                            | Síugrás          | Egyéni, normálsánc         |
| Ezüst | Martin Höllwarth                                            | Síugrás          | Egyéni, nagysánc           |
| Ezüst | Heinz Kuttin Ernst Vettori Martin Höllwarth Andreas Felder  | Síugrás          | Csapat                     |
| Ezüst | Markus Prock                                                | Szánkó           | Férfi egyes                |
| Ezüst | Angelika Neuner                                             | Szánkó           | Női egyes                  |
| Bronz | Günther Mader                                               | Alpesisí         | Férfi lesiklás             |
| Bronz | Michael Tritscher                                           | Alpesisí         | Férfi műlesiklás           |
| Bronz | Veronika Wallinger-Stallmaier                               | Alpesisí         | Női lesiklás               |
| Bronz | Klaus Sulzenbacher                                          | Északi összetett | Egyéni                     |
| Bronz | Klaus Ofner Stefan Kreiner Klaus Sulzenbacher               | Északi összetett | Csapat                     |
| Bronz | Hunyady Emese                                               | Gyorskorcsolya   | Női 3000 m                 |
| Bronz | Heinz Kuttin                                                | Síugrás          | Egyéni, nagysánc           |
| Bronz | Markus Schmidt                                              | Szánkó           | Férfi egyes                |

## Alpesisí
Férfi
| Versenyző            | Versenyszám            | 1. futam | 1. futam | 2. futam | 2. futam | Összesítés    | Összesítés    |
| Versenyző            | Versenyszám            | Idő      | Hely.    | Idő      | Hely.    | Idő           | Helyezés      |
| -------------------- | ---------------------- | -------- | -------- | -------- | -------- | ------------- | ------------- |
| Bernhard Gstrein     | Műlesiklás             | 54,12    | 19.      | 54,14    | 15.      | 1:48,26       | 15.           |
| Helmut Höflehner     | Lesiklás               |          |          |          |          | 1:53,10       | 17.           |
| Günther Mader        | Lesiklás               |          |          |          |          | 1:50,47       |               |
| Günther Mader        | Óriás-műlesiklás       | 1:05,42  | 5.       | 1:03,38  | 11.      | 2:08,80       | 6.            |
| Günther Mader        | Szuperóriás-műlesiklás |          |          |          |          | 1:14,08       | 7.            |
| Christian Mayer      | Óriás-műlesiklás       | 1:06,23  | 12.      | 1:03,83  | 14.      | 2:10,06       | 12.           |
| Patrick Ortlieb      | Lesiklás               |          |          |          |          | 1:50,37       |               |
| Patrick Ortlieb      | Szuperóriás-műlesiklás |          |          |          |          | 1:15,66       | 18.           |
| Rainer Salzgeber     | Óriás-műlesiklás       | 1:05,72  | 8.       | 1:03,11  | 7.       | 2:08,83       | 7.            |
| Rainer Salzgeber     | Szuperóriás-műlesiklás |          |          |          |          | 1:15,31       | 15.           |
| Thomas Stangassinger | Műlesiklás             | 53,51    | 11.      | 53,14    | 9.       | 1:46,65       | 9.            |
| Leonhard Stock       | Lesiklás               |          |          |          |          | nem ért célba | nem ért célba |
| Hubert Strolz        | Műlesiklás             | 54,06    | 17.      | 53,73    | 12.      | 1:47,79       | 13.           |
| Hubert Strolz        | Óriás-műlesiklás       | 1:06,75  | 15.      | 1:02,70  | 4.       | 2:09,45       | 9.*           |
| Hubert Strolz        | Szuperóriás-műlesiklás |          |          |          |          | 1:16,36       | 24.*          |
| Michael Tritscher    | Műlesiklás             | 52,50    | 2.       | 52,35    | 2.       | 1:44,85       |               |

| Versenyző          | Versenyszám | Lesiklás      | Lesiklás      | Lesiklás      | Műlesiklás    | Műlesiklás    | Műlesiklás | Műlesiklás | Műlesiklás | Műlesiklás | Műlesiklás | Összesítés | Összesítés |
| Versenyző          | Versenyszám | Lesiklás      | Lesiklás      | Lesiklás      | 1. futam      | 1. futam      | 2. futam   | 2. futam   | Össz.      | Össz.      | Össz.      | Összesítés | Összesítés |
| Versenyző          | Versenyszám | Idő           | Pont          | Hely.         | Idő           | Hely.         | Idő        | Hely.      | Idő        | Pont       | Hely.      | Pont       | Helyezés   |
| ------------------ | ----------- | ------------- | ------------- | ------------- | ------------- | ------------- | ---------- | ---------- | ---------- | ---------- | ---------- | ---------- | ---------- |
| Stephan Eberharter | Összetett   | 1:46,85       | 19,16         | 18.           | nem ért célba | nem ért célba | kiesett    | kiesett    | kiesett    | kiesett    | kiesett    | kiesett    | kiesett    |
| Günther Mader      | Összetett   | nem ért célba | nem ért célba | nem ért célba | kiesett       | kiesett       | kiesett    | kiesett    | kiesett    | kiesett    | kiesett    | kiesett    | kiesett    |
| Rainer Salzgeber   | Összetett   | 1:47,59       | 26,71         | 23.           | nem ért célba | nem ért célba | kiesett    | kiesett    | kiesett    | kiesett    | kiesett    | kiesett    | kiesett    |
| Hubert Strolz      | Összetett   | 1:46,54       | 16,00         | 13.           | 48,08         | 1.            | kizárták   | kizárták   | kiesett    | kiesett    | kiesett    | kiesett    | kiesett    |

Női
| Versenyző          | Versenyszám            | 1. futam      | 1. futam      | 2. futam      | 2. futam      | Összesítés | Összesítés |
| Versenyző          | Versenyszám            | Idő           | Hely.         | Idő           | Hely.         | Idő        | Helyezés   |
| ------------------ | ---------------------- | ------------- | ------------- | ------------- | ------------- | ---------- | ---------- |
| Karin Buder        | Műlesiklás             | 49,10         | 11.           | 44,58         | 3.            | 1:33,68    | 5.         |
| Sylvia Eder        | Óriás-műlesiklás       | 1:07,20       | 7.*           | 1:07,85       | 12.           | 2:15,05    | 9.         |
| Petra Kronberger   | Lesiklás               |               |               |               |               | 1:52,73    | 5.         |
| Petra Kronberger   | Műlesiklás             | 48,28         | 3.            | 44,40         | 2.            | 1:32,68    |            |
| Petra Kronberger   | Óriás-műlesiklás       | nem ért célba | nem ért célba | kiesett       | kiesett       | kiesett    | kiesett    |
| Petra Kronberger   | Szuperóriás-műlesiklás |               |               |               |               | 1:23,20    | 4.         |
| Ulrike Maier       | Óriás-műlesiklás       | 1:06,16       | 1.            | 1:07,61       | 10.           | 2:13,77    | 4.         |
| Ulrike Maier       | Szuperóriás-műlesiklás |               |               |               |               | 1:23,35    | 5.         |
| Monika Maierhofer  | Műlesiklás             | 49,46         | 14.           | nem ért célba | nem ért célba | kiesett    | kiesett    |
| Barbara Sadleder   | Lesiklás               |               |               |               |               | 1:53,81    | 7.         |
| Barbara Sadleder   | Szuperóriás-műlesiklás |               |               |               |               | 1:24,91    | 15.        |
| Claudia Strobl     | Műlesiklás             | 49,08         | 10.           | nem ért célba | nem ért célba | kiesett    | kiesett    |
| Anita Wachter      | Óriás-műlesiklás       | 1:06,43       | 3.            | 1:07,28       | 5.            | 2:13,71    | *          |
| Anita Wachter      | Szuperóriás-műlesiklás |               |               |               |               | 1:24,20    | 9.         |
| Veronika Wallinger | Lesiklás               |               |               |               |               | 1:52,64    |            |

| Versenyző        | Versenyszám | Lesiklás | Lesiklás | Lesiklás | Műlesiklás | Műlesiklás | Műlesiklás    | Műlesiklás    | Műlesiklás | Műlesiklás | Műlesiklás | Összesítés | Összesítés |
| Versenyző        | Versenyszám | Lesiklás | Lesiklás | Lesiklás | 1. futam   | 1. futam   | 2. futam      | 2. futam      | Össz.      | Össz.      | Össz.      | Összesítés | Összesítés |
| Versenyző        | Versenyszám | Idő      | Pont     | Hely.    | Idő        | Hely.      | Idő           | Hely.         | Idő        | Pont       | Hely.      | Pont       | Helyezés   |
| ---------------- | ----------- | -------- | -------- | -------- | ---------- | ---------- | ------------- | ------------- | ---------- | ---------- | ---------- | ---------- | ---------- |
| Petra Kronberger | Összetett   | 1:25,84  | 0,00     | 1.       | 35,36      | 8.         | 34,24         | 1.            | 1:09,60    | 2,55       | 3.         | 2,55       |            |
| Ulrike Maier     | Összetett   | 1:28,51  | 33,28    | 20.      | 34,37      | 2.         | nem ért célba | nem ért célba | kiesett    | kiesett    | kiesett    | kiesett    | kiesett    |
| Anita Wachter    | Összetett   | 1:27,25  | 17,58    | 11.      | 34,79      | 3.         | 34,72         | 4.            | 1:09,51    | 1,81       | 2.         | 19,39      |            |

* - egy másik versenyzővel azonos eredményt ért el

## Biatlon
Férfi
| Versenyző                                                  | Versenyszám      | Lövőhiba | Időeredmény | Helyezés |
| ---------------------------------------------------------- | ---------------- | -------- | ----------- | -------- |
| Alfred Eder                                                | 10 km sprint     | 2        | 28:44,8     | 53.      |
| Alfred Eder                                                | 20 km egyéni     | 1        | 1:01:03,0   | 30.      |
| Ludwig Gredler                                             | 10 km sprint     | 2        | 27:14,8     | 11.      |
| Bruno Hofstätter                                           | 20 km egyéni     | 3        | 1:02:36,1   | 41.      |
| Egon Leitner                                               | 10 km sprint     | 2        | 27:31,8     | 19.      |
| Egon Leitner                                               | 20 km egyéni     | 4        | 1:02:52,0   | 45.      |
| Franz Schuler                                              | 10 km sprint     | 1        | 27:34,3     | 21.      |
| Franz Schuler                                              | 20 km egyéni     | 6        | 1:03:15,9   | 49.      |
| Bruno Hofstätter Egon Leitner Ludwig Gredler Franz Schuler | 4 × 7,5 km váltó | 2        | 1:30:40,7   | 12.      |

## Bob
| Versenyző                                                         | Versenyszám | 1. futam | 1. futam | 2. futam | 2. futam | 3. futam | 3. futam | 4. futam | 4. futam | Összesítés | Összesítés |
| Versenyző                                                         | Versenyszám | Idő      | Hely.    | Idő      | Hely.    | Idő      | Hely.    | Idő      | Hely.    | Idő        | Helyezés   |
| ----------------------------------------------------------------- | ----------- | -------- | -------- | -------- | -------- | -------- | -------- | -------- | -------- | ---------- | ---------- |
| Gerhard Rainer Thomas Bachler                                     | Kettes      | 1:00,33  | 4.*      | 1:01,20  | 9.       | 1:01,18  | 6.*      | 1:01,29  | 7.       | 4:04,00    | 8.         |
| Ingo Appelt Thomas Schroll                                        | Kettes      | 1:00,46  | 8.       | 1:00,87  | 1.*      | 1:01,09  | 4.       | 1:01,25  | 6.       | 4:03,67    | 4.         |
| Ingo Appelt Harald Winkler Gerhard Haidacher Thomas Schroll       | Négyes      | 57,74    | 1.       | 58,85    | 10.*     | 58,52    | 1.       | 58,79    | 3.*      | 3:53,90    |            |
| Gerhard Rainer Thomas Bachler Carsten Nentwig Martin Schützenauer | Négyes      | 58,27    | 6.       | 58,85    | 10.*     | 59,08    | 14.      | 58,81    | 6.       | 3:55,01    | 10.        |

* - egy másik csapattal azonos eredményt ért el

## Északi összetett
| Versenyző                                     | Versenyszám | Síugrás | Síugrás | Síugrás    | Sífutás   | Sífutás | Összesítés | Összesítés |
| Versenyző                                     | Versenyszám | Pont    | Hely.   | Időhátrány | Idő       | Hely.   | Idő        | Helyezés   |
| --------------------------------------------- | ----------- | ------- | ------- | ---------- | --------- | ------- | ---------- | ---------- |
| Günther Csar                                  | Egyéni      | 193,3   | 30.*    | +3:54,7    | 47:34,0   | 29.     | 51:28,7    | 32.        |
| Stefan Kreiner                                | Egyéni      | 214,8   | 7.      | +1:31,4    | 47:10,4   | 27.     | 48:41,8    | 18.        |
| Klaus Ofner                                   | Egyéni      | 228,5   | 1.      | –          | 45:57,9   | 21.     | 45:57,9    | 5.         |
| Klaus Sulzenbacher                            | Egyéni      | 221,6   | 4.      | +46,0      | 44:48,4   | 13.     | 45:34,4    |            |
| Klaus Ofner Stefan Kreiner Klaus Sulzenbacher | Csapat      | 615,6   | 2.      | +2:27      | 1:22:49,6 | 3.      | 1:25:16,6  |            |

* - egy másik versenyzővel azonos eredményt ért el

## Gyorskorcsolya
Férfi
| Versenyző          | Versenyszám | Eredmény | Helyezés |
| ------------------ | ----------- | -------- | -------- |
| Roland Brunner     | 500 m       | 42,18~   | 40.      |
| Roland Brunner     | 1000 m      | 1:16,76  | 22.      |
| Roland Brunner     | 1500 m      | 1:59,60  | 24.*     |
| Michael Hadschieff | 1000 m      | 1:17,17  | 24.      |
| Michael Hadschieff | 1500 m      | 1:57,43  | 14.      |
| Michael Hadschieff | 5000 m      | 7:12,97  | 10.      |
| Michael Hadschieff | 10 000 m    | 14:28,80 | 6.       |

Női
| Versenyző     | Versenyszám | Eredmény | Helyezés |
| ------------- | ----------- | -------- | -------- |
| Hunyady Emese | 1000 m      | 1:23,40  | 10.      |
| Hunyady Emese | 1500 m      | 2:08,29  | 7.       |
| Hunyady Emese | 3000 m      | 4:24,64  |          |
| Hunyady Emese | 5000 m      | 7:56,48  | 15.      |

* - egy másik versenyzővel azonos eredményt ért el

~ - a futam során elesett

## Műkorcsolya
| Versenyző      | Versenyszám  | Rövid program     | Rövid program | Rövid program | Kűr               | Kűr   | Kűr         | Összesítés         | Összesítés |
| Versenyző      | Versenyszám  | Több. hely. száma | Hely.         | Hely. pont.   | Több. hely. száma | Hely. | Hely. pont. | Helyezési pontszám | Helyezés   |
| -------------- | ------------ | ----------------- | ------------- | ------------- | ----------------- | ----- | ----------- | ------------------ | ---------- |
| Ralph Burghart | Férfi egyéni | 6×20+             | 20.           | 10,0          | 8×19+             | 18.   | 18,0        | 28,0               | 18.        |

## Sífutás
Férfi
| Versenyző                                                        | Versenyszám         | Eredmény      | Helyezés      |
| ---------------------------------------------------------------- | ------------------- | ------------- | ------------- |
| Markus Gandler                                                   | 10 km               | 30:35,9       | 34.           |
| Markus Gandler                                                   | 15 km üldözőverseny | 42:31,8       | 28.           |
| Markus Gandler                                                   | 50 km               | 2:17:21,8     | 41.           |
| Alexander Marent                                                 | 10 km               | 29:49,9       | 19.           |
| Alexander Marent                                                 | 15 km üldözőverseny | 42:20,2       | 27.           |
| Alexander Marent                                                 | 30 km               | 1:27:34,4     | 22.           |
| Alexander Marent                                                 | 50 km               | nem ért célba | nem ért célba |
| Andreas Ringhofer                                                | 10 km               | 30:42,5       | 35.           |
| Andreas Ringhofer                                                | 15 km üldözőverseny | 42:13,9       | 24.           |
| Andreas Ringhofer                                                | 50 km               | 2:18:00,4     | 42.           |
| Alois Schwarz                                                    | 30 km               | 1:29:01,6     | 29.           |
| Alois Stadlober                                                  | 10 km               | 28:27,5       | 8.            |
| Alois Stadlober                                                  | 15 km üldözőverseny | 40:21,6       | 10.           |
| Alois Stadlober                                                  | 30 km               | 1:26:22,7     | 19.           |
| Martin Standmann                                                 | 30 km               | 1:30:27,7     | 39.           |
| Martin Standmann                                                 | 50 km               | 2:24:19,6     | 52.           |
| Alois Schwarz Alois Stadlober Alexander Marent Andreas Ringhofer | 4 × 10 km váltó     | 1:45:56,6     | 9.            |

## Síugrás
| Versenyző                                                  | Versenyszám | 1. ugrás | 1. ugrás | 2. ugrás | 2. ugrás | Összesítés | Összesítés |
| Versenyző                                                  | Versenyszám | Pont     | Hely.    | Pont     | Hely.    | Pont       | Helyezés   |
| ---------------------------------------------------------- | ----------- | -------- | -------- | -------- | -------- | ---------- | ---------- |
| Andreas Felder                                             | Normálsánc  | 110,2    | 4.       | 103,3    | 7.       | 213,5      | 6.         |
| Andreas Felder                                             | Nagysánc    | 89,5     | 17.      | 87,4     | 9.       | 176,9      | 9.         |
| Martin Höllwarth                                           | Normálsánc  | 116,8    | 1.       | 101,3    | 11.      | 218,1      |            |
| Martin Höllwarth                                           | Nagysánc    | 116,7    | 2.       | 110,6    | 2.       | 227,3      |            |
| Heinz Kuttin                                               | Normálsánc  | 106,3    | 9.*      | 108,1    | 2.       | 214,4      | 4.         |
| Heinz Kuttin                                               | Nagysánc    | 112,5    | 3.       | 102,3    | 4.       | 214,8      |            |
| Ernst Vettori                                              | Normálsánc  | 111,8    | 3.       | 111,0    | 1.       | 222,8      |            |
| Ernst Vettori                                              | Nagysánc    | 81,6     | 26.*     | 89,3     | 8.       | 170,9      | 15.        |
| Martin Höllwarth Heinz Kuttin Andreas Felder Ernst Vettori | Csapat      | 331,2    | 1.       | 311,7    | 2.       | 642,9      |            |

* - egy másik versenyzővel azonos eredményt ért el

## Szánkó
| Versenyző                         | Versenyszám | 1. futam | 1. futam | 2. futam | 2. futam | 3. futam | 3. futam | 4. futam | 4. futam | Összesítés | Összesítés |
| Versenyző                         | Versenyszám | Idő      | Hely.    | Idő      | Hely.    | Idő      | Hely.    | Idő      | Hely.    | Idő        | Helyezés   |
| --------------------------------- | ----------- | -------- | -------- | -------- | -------- | -------- | -------- | -------- | -------- | ---------- | ---------- |
| Robert Manzenreiter               | Férfi egyes | 45,573   | 7.       | 45,550   | 7.       | 46,222   | 5.       | 45,922   | 3.       | 3:03,267   | 6.         |
| Markus Prock                      | Férfi egyes | 45,356   | 3.       | 45,330   | 2.       | 46,075   | 3.       | 45,908   | 2.       | 3:02,669   |            |
| Markus Schmidt                    | Férfi egyes | 45,243   | 2.       | 45,416   | 5.       | 46,254   | 7.       | 46,029   | 6.       | 3:02,942   |            |
| Angelika Neuner                   | Női egyes   | 46,805   | 2.       | 46,724   | 1.       | 46,577   | 1.       | 46,663   | 2.       | 3:06,769   |            |
| Doris Neuner                      | Női egyes   | 46,590   | 1.       | 46,764   | 2.       | 46,637   | 3.       | 46,705   | 3.       | 3:06,696   |            |
| Andrea Tagwerker                  | Női egyes   | 46,853   | 3.       | 46,928   | 4.       | 47,250   | 10.      | 46,987   | 7.       | 3:08,018   | 7.         |
| Gerhard Gleirscher Markus Schmidt | Kettes      | 46,514   | 6.       | 46,743   | 8.       |          |          |          |          | 1:33,257   | 7.         |